# Imaging molecolare
Con imaging molecolare si intendono quelle tecnologie di rappresentazione, caratterizzazione e quantificazione visiva dei processi biologici negli organismi viventi, a livello cellulare e subcellulare.
L'imaging molecolare è nato negli anni Novanta con l'integrazione della biologia cellulare e molecolare, della diagnostica per immagini, della genetica, della farmacologia, della fisica medica, della biomatematica e della bioinformatica, assecondandone l'evoluzione.